# Processi per crimini di guerra di Shanghai
I processi per crimini di guerra di Shanghai furono tenuti dai tribunali militari statunitensi contro i giapponesi accusati dei crimini di guerra avvenuti nel teatro del Pacifico durante la seconda guerra mondiale. Un processo separato riguardò i tedeschi residenti in Cina.

## Organizzazione
La Repubblica cinese con il progredire della guerra divenne sempre più dipendente dagli aiuti statunitensi per gli armamenti. Il Segretario alla Guerra americano, Henry L. Stimson, aveva già ordinato la creazione di un dipartimento (Judge Advocate Section, China Forces), sotto il comando del Colonnello Edward H. Young, presso il quartier generale di Shanghai nel dicembre 1944. Il personale statunitense aveva già contribuito alla creazione di un dipartimento cinese per il perseguimento dei criminali di guerra nel 1944, che poi aveva preso servizio presso la sottocommissione per gli Affari del Pacifico dell'UNWCC e successivamente diventò parte della Commissione per l'Estremo Oriente (FEC).
Le indagini e gli arresti da parte e per conto delle truppe americane limitarono la sovranità cinese, ma furono tollerati, come disse il ministro degli Esteri cinese Wang Shih-chieh, perché l'azione penale da parte degli Alleati era considerata più efficace. I procuratori americani lavorarono a stretto contatto con gli altri paesi alleati, soprattutto attraverso le sezioni per i crimini di guerra istituite a Singapore, nel dicembre 1945, e Tokyo nel febbraio 1946. Gli ufficiali britannici furono anche assegnati a Shanghai e Tientsin per indagare sui crimini contro i sudditi britannici per il Comando del Sud-Est asiatico.
Le linee guida procedurali del gennaio 1946 erano strettamente modellate su quelle emesse dal Comandante supremo delle forze alleate (SCAP) per i procedimenti a Yokohama. Tuttavia, non si poté perseguire chi condusse la guerra di aggressione e, a differenza di quanto accadde altrove, gli ufficiali di Paesi terzi non furono ammessi come giudici. I giudici dei tribunali erano ufficiali che dovevano essere qualificati per far parte di una corte marziale statunitense. Sebbene un membro dovesse essere specificamente nominato "membro di diritto", di norma nessuno dei giudici aveva una formazione giuridica. L'ufficio del membro di diritto era importante perché aveva l'ultima e inappellabile parola su questioni legali dubbie. I tribunali erano solitamente composti da sette membri, con un minimo di almeno tre membri. Le sentenze di questi tribunali non dovevano essere motivate, quindi spesso non è chiaro dai documenti ufficiali perché una determinata sentenza sia stata pronunciata in quel modo. I principi normalmente rigorosi di valutazione delle prove del sistema giuridico anglosassone non furono applicati.

## Processi
Nel gennaio 1946, a Shanghai erano detenuti circa 100 sospettati giapponesi. Le udienze, che di solito si tenevano in pubblico, si svolsero nella prigione ristrutturata di Shanghai. Quasi tutti i procedimenti riguardavano la sorte dei membri dell'aviazione statunitense che erano stati catturati in Cina dai giapponesi. Nel 1942, il Giappone approvò una legge che definiva i bombardamenti come attacchi terroristici contro i civili innocenti e prevedeva la pena di morte per il personale di volo catturato nonostante avesse diritto allo status di prigionieri di guerra secondo le regole del diritto internazionale di guerra, diritto che però non fu concesso.

### Processo agli aviatori di Hankow
Il primo processo iniziò il 16 gennaio 1946 contro 18 membri della gendarmeria giapponese accusati di aver abusato e ucciso tre aviatori a Hankow. Tutti i sergenti, tranne uno, furono giudicati colpevoli e il 1º marzo furono pronunciate cinque condanne a morte.

### Processo agli aviatori di Doolittle
Il processo contro gli aviatori di Doolittle iniziò il 27 febbraio 1946 e avrebbe dovuto costituire un precedente per l'imminente processo contro i principali criminali di guerra davanti al Tribunale militare internazionale per l'Estremo Oriente, fu della massima importanza politica, motivo per cui anche il procuratore capo Joseph B. Keenan si recò ad osservarlo.
L'accusa contro il generale Sawada Shigeru fu di aver permesso, in qualità di comandante della 13ª Armata, che a otto aviatori abbattuti venisse negato lo status di prigionieri di guerra. Furono i primi a bombardare il Giappone nell'aprile 1942. Altri due imputati, in qualità di giudici, avevano condannato a morte tre di questi aviatori e un altro ne aveva ordinato la loro esecuzione. Sawada si difese sostenendo di aver agito su ordine diretto del Primo Ministro Tōjō Hideki. Gli aviatori avevano avuto un processo equo sebbene fosse stato negato loro un avvocato difensore, ciò era conforme alla legge giapponese. Tōjō e il generale Hata Shunroku confermarono per iscritto che Sawada aveva agito legalmente: tutti gli imputati sono stati giudicati colpevoli il 16 aprile, a tutti loro sono state concesse delle circostanze attenuanti. Le pene detentive per lavori forzati, sorprendentemente lievi, andavano dai cinque anni nel caso di Sawada a nove anni.
I file dell'Investigative Records Repository (IRR), accessibili solo dal 2002, mostrano che l'esecuzione del gruppo Doolittle fu più probabilmente ordinata dal principe Higashikuni Naruhiko, zio dell'imperatore Hirohito e comandante dell'esercito dell'epoca, e in seguito primo ministro dopo la resa. Shimoura Sadamu, che aveva emesso la sentenza di morte, era personalmente protetto dall'accusa dal capo del servizio di intelligence G-2 dello SCAP, il generale Charles Willoughby, perché aveva collaborato altrove.

### Processo contro i tedeschi

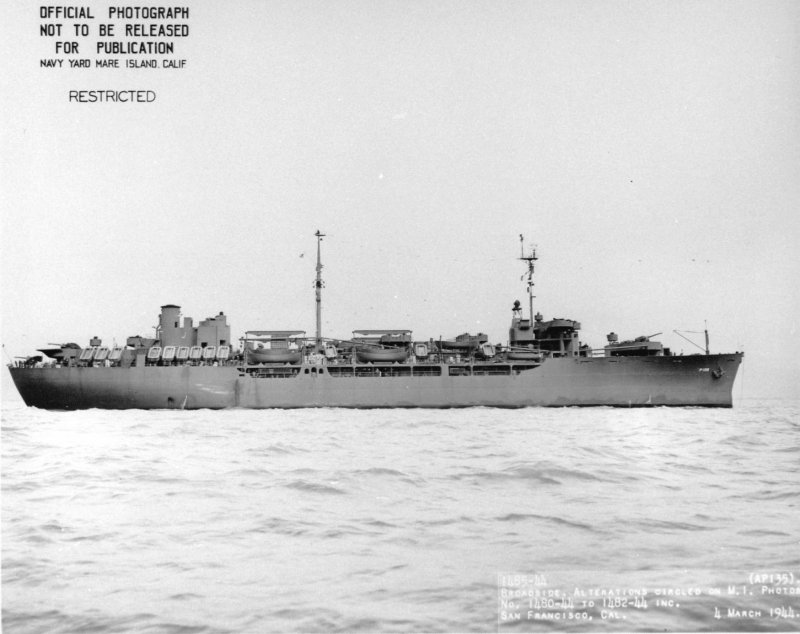
Numerosi tedeschi espulsi dal Giappone e dalla Cina furono rimpatriati sul "General W. M. Black" nel 1947, compresi i 21 condannati a Shanghai.

Tra il 18 ottobre e il 13 dicembre 1945, circa 360 tedeschi furono internati per chiarire la loro posizione. Nel processo durato dall'agosto 1946 al gennaio 1947, 27 tedeschi furono accusati di attività illegali contro gli Stati Uniti nel periodo compreso tra il 9 maggio e il 3 settembre 1945 (cioè il periodo compreso tra le rispettive rese del Reich tedesco e del Giappone), in particolare per aver raccolto e trasmesso informazioni di intelligence. In sei casi, le accuse furono ritirate o gli accusati furono assolti. I 21 condannati furono rimpatriati come prigionieri sul piroscafo USS General W. M. Black, che trasportava i tedeschi già deportati dal Giappone, e portati nella prigione di Landsberg. Il processo e la sua condotta arbitraria furono criticati dagli osservatori locali e i difensori pubblici cinesi si dimisero per protesta.
Lothar Eisenträger (alias Ludwig Erhardt) fu condannato all'ergastolo per violazione delle leggi di guerra; ricevette anche due condanne a trent'anni, quattro condanne a vent'anni, una condanna a quindici anni, una condanna a otto anni e sei condanne a cinque e dieci anni. Non fu ammesso nessun appello, tra gli assolti ci fu anche il giornalista Wolf Schenke.
Un nuovo processo davanti alla Corte Suprema degli Stati Uniti portò al rilascio di tutti coloro che erano ancora in carcere nel 1950, poiché non erano stati commessi veri e propri crimini di guerra.

### Revisioni e condanne
Tutti i giudizi dovevano essere sottoposti all'esame del comandante in capo, che poteva confermarli o mitigarli. Complessivamente furono celebrati undici processi contro i giapponesi per un totale di 75 imputati, con 67 verdetti di colpevolezza, che portarono a 10 condanne a morte.